# Joannette Kruger
Joannette Kruger (* 3. September 1973 in Johannesburg) ist eine ehemalige südafrikanische Tennisspielerin.

## Karriere
Joannette Kruger stand 1993 erstmals in den Top 100. Im Jahr darauf erreichte sie die dritte Runde der French Open, in der sie Steffi Graf in einem harten Dreisatzmatch unterlag. Im März 1995 gewann sie ihr erstes ITF-Turnier in Puerto Rico und kletterte damit unter die 50 Besten der WTA-Weltrangliste. In Rom besiegte sie mit Anke Huber erstmals eine Top-Ten-Spielerin, in Leipzig bezwang sie auch Lindsay Davenport. 1997 sicherte sie sich ihren zweiten Einzeltitel in Prag. Kurz darauf erzielte sie mit dem Einzug ins Achtelfinale von New York ihr bestes Abschneiden bei einem Grand-Slam-Turnier.
1998 zog Kruger mit einem 6:1-, 6:1-Sieg über Serena Williams ins Finale von Oklahoma ein. Ihren ersten Erfolg über eine Top-5-Spielerin feierte sie in Indian Wells, als sie Amanda Coetzer im Achtelfinale ausschaltete. Im Mai 1998 erreichte sie mit Platz 21 ihr bestes Ranking. Das Jahr 2000 wurde zur besten Saison ihrer Karriere. Sie erreichte dreimal ein Halbfinale, unter anderem bei den German Open in Berlin, wo sie die Nummer drei der Welt, Nathalie Tauziat, mit 6:2, 6:0 besiegte und im Viertelfinale gegen Jelena Dementjewa im dritten Satz sogar einen 0:5-Rückstand wettmachte. 2001 stand Kruger zum dritten Mal im Viertelfinale der Italian Open und im Endspiel von Bali. Anschließend musste die Südafrikanerin wegen einer Bauchmuskelzerrung ein Jahr lang pausieren. 2003 wagte sie ein Comeback, am Saisonende beendete sie aber schließlich ihre Profikarriere.

## Erfolge

### Einzel

#### Turniersiege
| Nr. | Datum         | Turnier  | Kategorie    | Belag     | Finalgegnerin   | Ergebnis |
| --- | ------------- | -------- | ------------ | --------- | --------------- | -------- |
| 1.  | 5. März 1995  | San Juan | WTA Tier III | Hartplatz | Kyoko Nagatsuka | 7:6, 6:3 |
| 2.  | 20. Juli 1997 | Prag     | WTA Tier IV  | Sand      | Marion Maruska  | 6:1, 6:1 |

#### Finalteilnahmen
| Nr. | Datum              | Turnier  | Kategorie    | Belag             | Finalgegnerin     | Ergebnis   |
| --- | ------------------ | -------- | ------------ | ----------------- | ----------------- | ---------- |
| 1.  | 1. März 1998       | Oklahoma | WTA Tier III | Hartplatz (Halle) | Venus Williams    | 3:6, 2:6   |
| 2.  | 30. September 2001 | Bali     | WTA Tier III | Hartplatz         | Angelique Widjaja | 6:72, 6:74 |

### Doppel
| Nr. | Datum         | Turnier | Kategorie    | Belag | Partnerin           | Finalgegnerinnen                         | Ergebnis |
| --- | ------------- | ------- | ------------ | ----- | ------------------- | ---------------------------------------- | -------- |
| 1.  | 29. Juli 2001 | Sopoto  | WTA Tier III | Sand  | Francesca Schiavone | Julija Bejhelsymer Anastassija Rodionowa | 6:4, 6:0 |